# Hamit Altıntop
Hamit Altıntop (n. 8 decembrie 1982) este un fotbalist turc care în prezent este liber de contract. Din anul 2004, el joacă și la echipa națională de fotbal a Turciei.